# Liigvalla
Liigvalla (německy Löwenwolde) je vesnice v estonském kraji Lääne-Virumaa, samosprávně patřící do obce Väike-Maarja.